# Masanobu Komaki
Masanobu Komaki (japanisch 小牧 成亘 Komaki Masanobu; * 28. April 1992 in der Präfektur Kumamoto) ist ein japanischer Fußballspieler.

## Karriere
Komaki erlernte das Fußballspielen in der Schulmannschaft der Luther Gakuin High School und der Universitätsmannschaft der Komazawa-Universität. Seinen ersten Vertrag unterschrieb er 2015 bei Roasso Kumamoto. Der Verein, der in der Präfektur Kumamoto beheimatet ist, spielte in der zweiten japanischen Liga, der J2 League. 2017 wurde er an den Drittligisten Azul Claro Numazu nach Numazu ausgeliehen. Für Numazu absolvierte er 13 Ligaspiele. 2018 wechselte er nach Fujieda zum Drittligisten Fujieda MYFC. Für Fujieda stand er 14-mal in der dritten Liga auf dem Spielfeld. 2019 wechselte er nach Hachinohe zum Ligakonkurrenten Vanraure Hachinohe. Für den Verein absolvierte er 30 Ligaspiele. Im Januar 2020 unterschrieb er einen Vertrag beim Drittligisten Gainare Tottori. Für den Verein aus der Präfektur Tottori absolvierte er 45 Drittligaspiele. Im August 2021 kehrte er zu seinem ehemaligen Verein Vanraure Hachinohe zurück.